# Alstroemeriaceae
Alstroemeriaceae је фамилија монокотиледоних скривеносеменица, укључена у ред Liliales. Статус фамилије постоји у већини класификационих схема. Alstroemeriaceae обухвата 3-4 рода са око 200 врста, а ареал јој се простире широм Централне и Јужне Америке.